# Angleterre-et-Galles
Galles-et-Angleterre

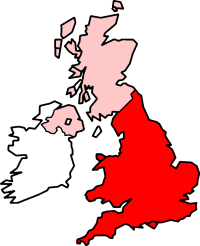
L’Angleterre et le pays de Galles (rouge), avec le reste du Royaume-Uni (rose).

La juridiction d’Angleterre-et-Galles (England and Wales en anglais), ou, celle de Galles-et-Angleterre (Cymru a Lloegr en gallois), parfois retranscrite en Angleterre-Galles, est un ressort territorial intérieur du Royaume-Uni comprenant l’Angleterre et le pays de Galles, deux des quatre nations constitutives du royaume. 
Contrairement à l’Écosse et à l’Irlande du Nord, l’Angleterre et le pays de Galles ont le même système juridique, connu comme le droit anglais, et tous deux forment le successeur constitutionnel de l’ancien royaume d'Angleterre. Le droit gallois est une partie constitutive du droit anglais, lui même faisant partie du droit britannique.